# Tote King

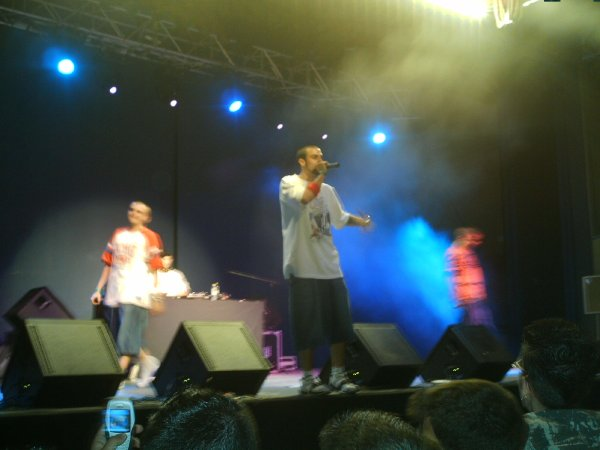
ToteKing en concert amb el seu germà Shotta

Manuel González Rodríguez, artísticament conegut com a ToteKing (Sevilla, 13 de desembre de 1978) és un ex-raper andalús principalment resident a Sevilla. És germà de Shotta.

## Biografia
Llicenciat en filologia anglesa, Tote King va juga a basket com a base arribant a jugar a 2ª Nacional. Això li va permetre coincidir amb jugadors com Fran Vàzquez o Sergio Sànchez.

### La Alta Escuela
ToteKing té els seus començaments musicals estretament relacionats als del grup La Alta Escuela, grup que fundà junt amb Juaninacka, Juanma i Dj Randy i el Tralla que forma part de la formació, però eixí d'ella abans de la publicació del disc. Amb aquesta formació edità la seua primera referència professional el 1999, en un disc novedos i fresc titulat "En pie de vuelo", amb col·laboracions de Zatu, La Mala Rodríguez, La Gota que Colma

### Toteking & Shotta
La carrera en solitari de ToteKing s'inicià amb una maqueta anomenada "Big King XXL", amb col·laboracions de Shotta, Jefe de la M, Keyo o Zatu, de SFDK. Prompte va fixar pel seu segell "Yo gano" per a editar el sue primer disc en solitari. Junt amb el seu germà Shotta, pel que el disc va eixir amb el nom artistic "Toteking y Shotta" anomenant-se "Tu madre es una foca".
Abans d'això va publicar maxi anomenat "Nada pa mi", L'estil fresc, innovador i directe que demostra ToteKing al disc li va servir per a fer-se guanyador del premi Hip-hop Nation al millor mestre de cerimònies revelació de 2002.

### Carrera en solitari

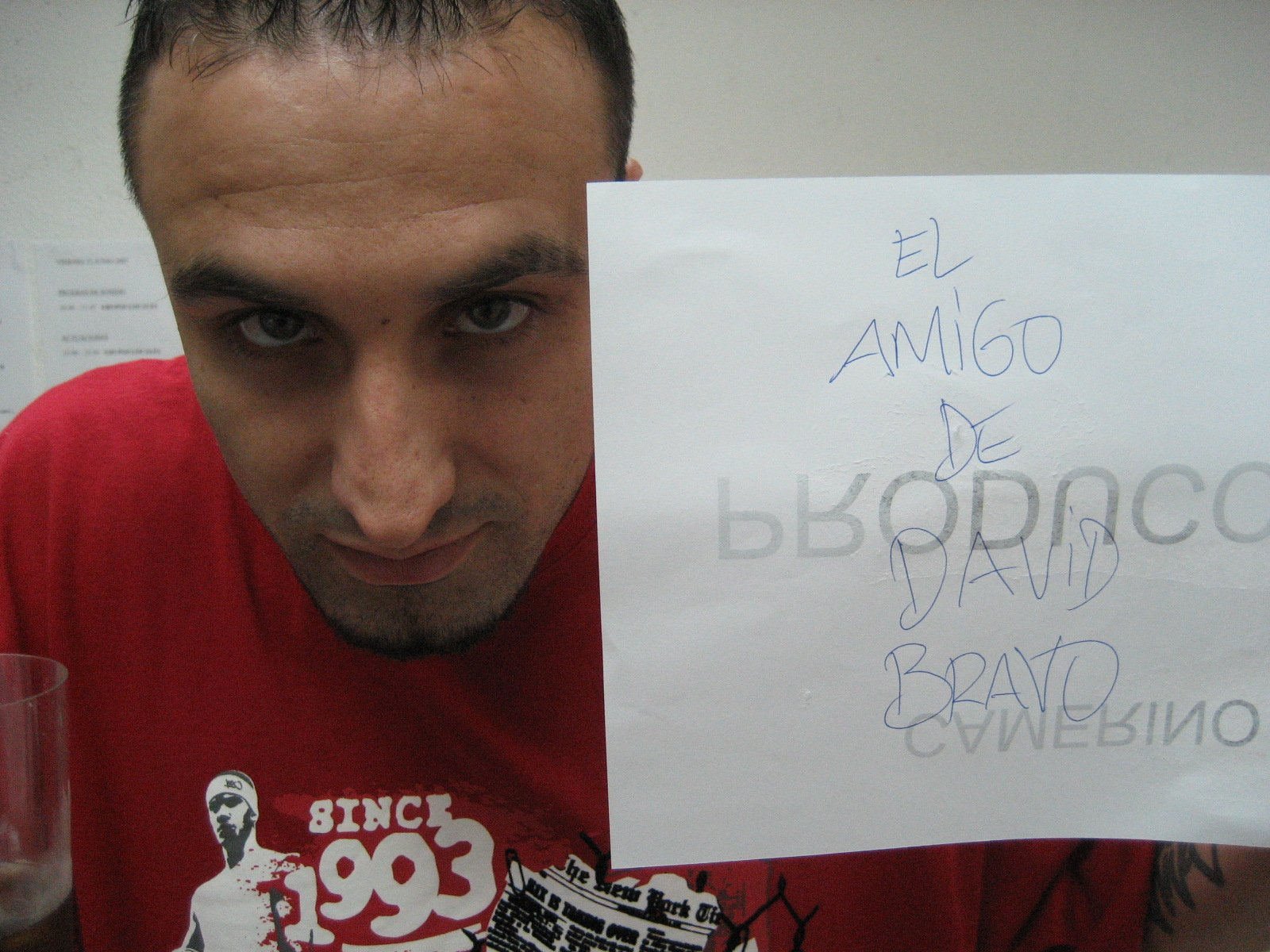
Tote King

Com a avançament del seu primer disc en solitari, va publicar el maxi "Matemáticas" que incloïa el tema del mateix nom a més d'altres com "Cheik... cheik".
A 2004 llança el primer de llarga duració, ara en solitari, anomenat "Música para enfermos", amb col·laboracions com Falsalarma, Shotta, Solo los solo, Xhelazz, Spanish Fly (de Triple XXX) i Karvoh. Destaca el tema "Devotos" per criticar durament la Setmana Santa a Sevilla.
A començaments de 2006, BoaCor (segell discogràfic on figuren altres mestres de cerimònies tan importants com Violadores del verso, SFDK, Falsalarma o Nach) anuncia l'acord amb Tote King per a la publicació del seu segon disc en solitari, de títol "Un tipo cualquiera". El disc està completament produït per Big Hozone a excepció de dos cançons produïts per Neo y Nerko respectivament. Compta a més amb la col·laboració de Vast Aire, membre del grup Cannibal Ox.
Tote King publica un videoclip de la cançó "Mentiras", del mateix disc en el que apareix com a presentador d'un telenotícies.
Va fer una gira amb Solo los solo i La Mala Rodríguez als Països Baixos.
El novembre de 2008 llença el seu tercer disc d'estudi, "T.O.T.E.", novament sota el segell Boacor. L'àlbum inclou col·laboracions de Juaninacka, Shotta, Lírico, Titó, Quiroga, Ego i Chico Ocaña (exmembre del grup Màrtires del Compàs). En la promoció del disc, Tote declarava que tornaria a gravar amb la seva antiga banda, la Alta Escuela.

## Discografia

### AmbLa Alta Escuela
- "En pie de vuelo" (LP) (Flow Records, 1999)

### AmbToteKing&Shotta
| Tipo        | Títol                | Any  | Situació   | Copies venudes | Discogràfica / Sexell |  |
| ----------- | -------------------- | ---- | ---------- | -------------- | --------------------- |  |
| Tipo        | Títol                | Any  | Situació   | Copies venudes | Discogràfica / Sexell |  |
| Maxi single |                      | 2002 | Amb Shotta |                | Superego              |  |
| LP          | Tu Madre Es Una Foca | 2002 |            |                |                       |  |

### En solitari
- "Big King XXL" (Maqueta) (Flow Records, 2001)
- "Duermen" (Maxi) (Yo Gano - SuperEgo, 2001)
- "Matemàticas" (Maxi) (Yo Gano - SuperEgo, 2003)
- "Música para enfermos" (LP) (SuperEgo, 2003)
- "Un tipo cualquiera" (LP) (Boa Music, 2006)
- "Al rojo vivo" (Tema Selección Española en el Mundobasket/Boa Music, 2006)
- "Un tipo cualquiera +" (LP + DVD) (Boa Music, 2007)
- "T.O.T.E. +" (LP + DVD) (Boa Music, 2008)
- "El Lado Oscuro De Ghandi" (Sony, 2011)

## Col·laboracions
- SFDK "Desde los chiqueros" (2000)
- Frank T "90 kilos" (2001)
- Keyo "Di quien mueve" (2001)
- Jefe de la M "Entra el dragón" (2003)
- Keyo "Fuego abierto" (2003)
- Acción Sànchez "Terror en la ciudad" (2003)
- Zonah Producciones "Tiempo de perros" (2003)
- Makei "Los hijos de la tercera ola " (2004)
- Triple XXX "Primera clase" (2004)
- Dj Yulian "Shock!" (2004)
- R de Rumba "R de Rumba" (2004)
- Acción Sànchez "Creador series (vol.1)" (2004)
- Shotta "La selva" (2004)
- SFDK "2005" (2005)
- Falsalarma "Alquimia" (2005)
- Jefe de la M "Escapismo" (2005)
- Solo los solo "Todo el mundo lo sabe" (2005)
- Dekoh "Mi teoría" (2006)
- La Mala Rodríguez "Por la noche" (2006)
- Quiroga "Historias de Q" (2006)
- Antonio Orozco "Cadizfornia" (2006)
- El Cerebro "Simbiosis" (2007)
- Cres (cançó) "Reflexiones" (2007)
- El niño "En blanco y negro" (2007)
- Dios ke te crew "Lacon-a con grelos" (2007)
- Chacho Brodas "Los impresentables" (2007)
- Ojos de Brujo "Dónde te has metío" (2009)